# Клименко Федір Валентинович
Клименко Федір Валентинович — український кінооператор.

## З життєпису
Народ. 30 травня 1929 р. в Києві в родині службовця. Помер 13 лютого 1987 р. в Києві. Закінчив операторський факультет Всесоюзного державного інституту кінематографії (1954).
З 1954 р. працював оператором Української студії хронікально-документальних фільмів, де зняв стрічки: «Перший взвод» (1964), «Товариш трактор», «Василь Порик», «Полтавська веселка», «Україна, рік 1967» (1967), «50 років Радянської України», «Дружні зустрічі», «Спогади», «Капрійські мальви» (1968), «Естафета вірності» (спецвипуск кіножурналу «Молодь України», № 5, 1968), «Добрий день, Угорщино!», «У наших друзів», «Україна-ЕКСПО-70» (1969), «Старосільська молодість» (1973, Приз III республіканського кінофестивалю «Молоді — молодим», Львів, 1973) та ін.
Був членом Спілки кінематографістів України.